# Promozione Lazio 1974-1975
Nella stagione 1974-1975 la Promozione era il quinto livello del calcio italiano (il massimo livello regionale). Qui vi sono le statistiche relative al campionato in Lazio.
Il campionato è strutturato in vari gironi all'italiana su base regionale, gestiti dai Comitati Regionali di competenza. Promozioni alla categoria superiore e retrocessioni in quella inferiore non erano sempre omogenee; erano quantificate all'inizio del campionato dal Comitato Regionale secondo le direttive stabilite dalla Lega Nazionale Dilettanti, ma flessibili, in relazione al numero delle società retrocesse dal Campionato Interregionale e perciò, a seconda delle varie situazioni regionali, la fine del campionato poteva avere degli spareggi sia di promozione che di retrocessione.

## Girone A

### Classifica
|  | Pos. | Squadra                               | Pt | G  | V  | N  | P  | GF | GS |
|  | ---- | ------------------------------------- | -- | -- | -- | -- | -- | -- | -- |
|  | 1.   | Pol. Fortitudo Lib.Campidoglio, Roma  | 40 | 30 | 12 | 16 | 2  | 32 | 15 |
|  | 2.   | G.S. Banco di Roma, Roma              | 39 | 30 | 14 | 11 | 5  | 51 | 26 |
|  | 3.   | U.S. Allumiere, Allumiere             | 38 | 30 | 12 | 14 | 4  | 39 | 19 |
|  | 4.   | G.S. S.T.E.F.E.R., Roma               | 38 | 30 | 12 | 14 | 4  | 41 | 23 |
|  | 5.   | U.S. Astrea, Roma                     | 34 | 30 | 15 | 4  | 11 | 46 | 35 |
|  | 6.   | C.S. Torre Maura, Roma                | 32 | 30 | 10 | 12 | 8  | 40 | 26 |
|  | 7.   | U.S. Ladispoli, Ladispoli             | 30 | 30 | 10 | 10 | 10 | 33 | 31 |
|  | 8.   | S.P. Tarquinia, Tarquinia             | 30 | 30 | 11 | 8  | 11 | 31 | 35 |
|  | 9.   | A.S. Tuscania, Tuscania               | 29 | 30 | 9  | 11 | 10 | 35 | 35 |
|  | 10.  | G.S. Pineta Sacchetti, Roma           | 28 | 30 | 10 | 8  | 12 | 38 | 38 |
|  | 11.  | A.S. Lodigiani, Roma                  | 27 | 30 | 8  | 11 | 11 | 28 | 35 |
|  | 12.  | C.R.A.L. Az.Agr. Maccarese, Maccarese | 27 | 30 | 7  | 13 | 10 | 36 | 41 |
|  | 13.  | S.S. Fregene, Fregene                 | 27 | 30 | 8  | 11 | 11 | 17 | 23 |
|  | 14.  | U.S. Tevere Roma                      | 25 | 30 | 5  | 15 | 10 | 20 | 24 |
|  | 15.  | U.S. Tor di Quinto, Roma              | 24 | 30 | 7  | 10 | 13 | 21 | 39 |
|  | 16.  | Pro Forano, Forano (-1)               | 11 | 30 | 2  | 8  | 20 | 22 | 85 |

## Girone B

### Classifica
|  | Pos. | Squadra                               | Pt | G  | V  | N  | P  | GF | GS |
|  | ---- | ------------------------------------- | -- | -- | -- | -- | -- | -- | -- |
|  | 1.   | Fulgorcavi Latina                     | 49 | 30 | 22 | 5  | 3  | 47 | 14 |
|  | 2.   | F.C. Fiuggi, Fiuggi                   | 41 | 30 | 16 | 9  | 5  | 44 | 16 |
|  | 3.   | Pol. Gaeta, Gaeta                     | 39 | 30 | 14 | 11 | 5  | 31 | 20 |
|  | 4.   | Pol. La Subiaco, Subiaco              | 35 | 30 | 13 | 9  | 8  | 37 | 23 |
|  | 5.   | U.S. Sora, Sora                       | 35 | 30 | 11 | 13 | 6  | 24 | 18 |
|  | 6.   | S.S. Pro Cisterna, Cisterna di Latina | 34 | 30 | 9  | 16 | 5  | 34 | 26 |
|  | 7.   | U.S. Virtus Pomezia, Pomezia          | 32 | 30 | 13 | 6  | 11 | 31 | 22 |
|  | 8.   | U.C. Nettuno, Nettuno                 | 31 | 30 | 8  | 15 | 7  | 25 | 24 |
|  | 9.   | S.S. Vivace, Grottaferrata            | 29 | 30 | 10 | 9  | 11 | 36 | 28 |
|  | 10.  | U.S. Terracina, Terracina             | 29 | 30 | 10 | 9  | 11 | 24 | 27 |
|  | 11.  | G.S. Colleferro, Colleferro           | 27 | 30 | 9  | 9  | 12 | 23 | 34 |
|  | 12.  | A.C. Aprilia, Aprilia                 | 26 | 30 | 9  | 8  | 13 | 27 | 25 |
|  | 13.  | A.S. Anzio, Anzio                     | 26 | 30 | 7  | 12 | 11 | 22 | 26 |
|  | 14.  | U.S. Zagarolo, Zagarolo               | 22 | 30 | 7  | 8  | 15 | 22 | 46 |
|  | 15.  | A.S. Valmontone, Valmontone           | 21 | 30 | 5  | 11 | 14 | 17 | 44 |
|  | 16.  | A.S. Isola Liri, Isola dei Liri       | 4  | 30 | 0  | 4  | 26 | 14 | 62 |